# スコット・スターリング (架空の人物)
スコット・スターリング（英: Scott Sterling）またはスコット・スターリンは、架空のスポーツ選手で、複数のバイラル・ビデオで重要な役を務めたことで知られている。演じているのは、BYUtvの家族向けコメディテレビ番組「Studio C」の第9シーズンまで、共同設立者・主執筆者・俳優などを務めていたマシュー・ミースである。

## 概要

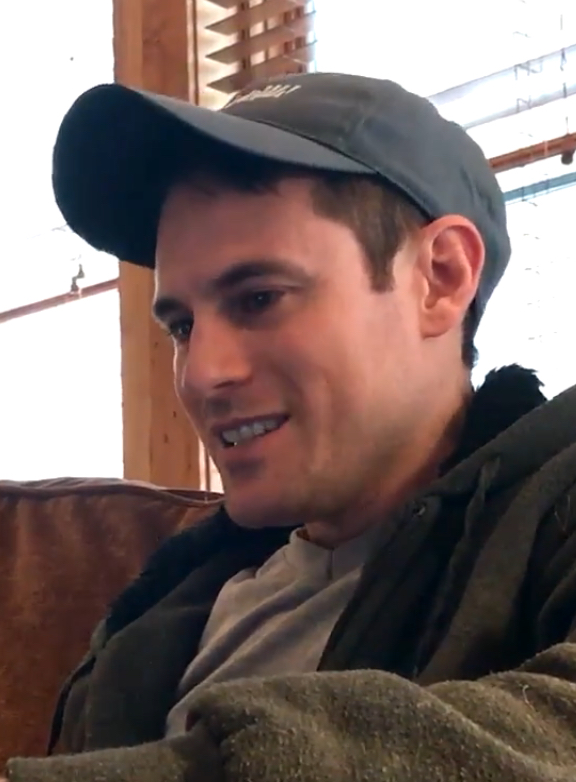
スコット・スターリングを演じているマシュー・ミース

スコット・スターリングは、2014年11月にStudio zakyにイェール大学のサッカーのゴールキーパーとして初めて登場した。スコット・スターリングは、試合の勝敗を決めるPK戦で、うっかり5本のPKを顔でブロックしてしまうという役を演じた。彼の活躍で、イェール大学はNCAA男子ディビジョンIサッカーチャンピオンシップの全国選手権において、ノースカロライナ大学に勝利を収め、決勝戦で勝利を勝ち取ることができた。更に、スコット・スターリングはコメンテーターから「The Man, The Myth, The Legend」と呼ばれ、チームメイトに「勝利の担架（Stretcher of Glory）」で運ばれていった。この公式サッカー動画は、10日間で1000万回、公開後数ヶ月で2000万回の再生回数を記録するなど、大反響を呼んだ。
2016年3月公開の動画では、スコット・スターリングはイェール大学のバレーボールチームのキャプテンとして参加している（現実にはイェール大学はNCAAではないクラブの男子バレーボールチームしか保有していない）。このビデオでは、スコット・スターリングはまたしても顔でバレーボールをブロックし、NCAA男子バレーボール選手権で、ノースカロライナ大学を相手にして、イェール大学を再び勝利に導いた。この動画は、24時間以内に100万回以上再生された。
サッカーの動画と、バレーボールの動画は、2021年7月現在、Studio CのYouTubeチャンネルで最も多く再生されている動画で、それぞれ8300万回、6400万回を超えている。
日本のインターネット上(特にニコニコ動画)ではスコット・スターリンの表記の方が有名。